# José Antonio Redondo
José Antonio Redondo Ramos (Alcázar de San Juan, 5 maart 1985) is een voormalig Spaans wielrenner.
Op 5 september 2007 werd hij door zijn ploeg Astana ontslagen wegens het niet nakomen van de teamafspraken. Hij vond onderdak bij de Spaanse equipe Andalucía-CajaSur, maar werd op 13 maart 2009 in een out-of-competition controle betrapt op het gebruik van methyltestosterone metabolites, en door zijn ploeg op non-actief gezet. In december 2009 werd hij door de UCI voor 2 jaar geschorst tot 27 april 2011. Hij heeft zijn carrière niet hervat.

## Belangrijkste overwinningen
geen

## Resultaten in voornaamste wedstrijden
| Jaar | Ronde van Italië | Ronde van Frankrijk | Ronde van Spanje |
| ---- | ---------------- | ------------------- | ---------------- |
| 2006 |                  |                     | 47e              |

Andrle ·
Baranowski · 
Barredo · 
Beloki ·
Caruso · 
Contador ·
Davis ·
de Kort ·
Etxebarria ·
Gil ·
González de Galdeano ·
Heras ·
Hernández ·
Hruška ·
Jaksche ·
Kemps ·
Navarro ·
Nozal ·  
Paulinho ·
Ramírez ·
Redondo ·
Ribeiro (tot 30/04) ·
L. L. Sánchez ·
Santos ·
Scarponi ·
Serrano ·
Vicioso ·
Rojas (stagiair) ·
E. Sánchez (stagiair)
Abellán ·
Baranowski · 
Barredo · 
Bazajev ·
Beloki ·
Caruso · 
Contador ·
Davis ·
de Kort ·
Etxebarria ·
Jakovlev ·
Jaksche ·
Kasjetsjkin ·
Kemps ·
Navarro ·
Nozal ·  
A. Osa · 
U. Osa ·
Paulinho ·
Ramírez ·
Redondo ·  
Rojas ·
E. Sánchez ·
L. L. Sánchez ·
Santos ·
Scarponi ·
Serrano ·
Vicioso ·
Vinokoerov
Abakoumov ·
Bazajev ·
Colom ·
de Kort ·
Frei ·
Goerov ·
Haselbacher ·
Iglinski ·
Ivanov ·
Jakovlev ·
Joachim · 
Kasjetsjkin (tot 31/08) · 
Kemps · 
Kessler (tot 15/07) ·
Klöden ·  
Kolesov ·
Mazet · 
Mazzoleni (tot 15/07) ·
Michajlov ·
Mizoerov ·  
Morabito ·
Moeravjov · 
Navarro ·
Rast ·
Redondo (tot 15/08) ·  
Savoldelli ·
Schär · 
Sladkov ·
Vinokoerov (tot 31/07) 